# سنگ‌نوشته گردنه عسلک
سنگ نوشته گردنه عسلک مربوط به دوره قاجار است و در شهرستان طالقان، بخش طالقان، روستای گراب واقع شده و این اثر در تاریخ ۱۲ بهمن ۱۳۸۱ با شمارهٔ ثبت ۷۰۴۷ به‌عنوان یکی از آثار ملی ایران به ثبت رسیده است.